# Crooked Lake Provincial Park
Crooked Lake Provincial Park är en park i Kanada.   Den ligger i provinsen Saskatchewan, i den sydöstra delen av landet, 2 100 km väster om huvudstaden Ottawa. Crooked Lake Provincial Park ligger 507 meter över havet. Den ligger vid sjön Crooked Lake.
Terrängen runt Crooked Lake Provincial Park är huvudsakligen platt, men åt sydost är den kuperad. Runt Crooked Lake Provincial Park är det mycket glesbefolkat, med 3 invånare per kvadratkilometer..
Omgivningarna runt Crooked Lake Provincial Park är en mosaik av jordbruksmark och naturlig växtlighet.